# Villa Carafa du Belvédère
Pour les articles homonymes, voir Carafa.
La villa Carafa du Belvédère, anciennement connue sous le nom de Palazzo Vandeneynden,, et également connue simplement sous le nom de villa Belvedere est une villa monumentale à Naples, située dans le district vallonné de Vomero. La villa a été commandée par le puissant magnat, noble et collectionneur d'art Ferdinando Vandeneynden, également connu sous le nom de Ferdinand van den Eynde,,, de l'architecte chartreux Bonaventura Presti,.

## Histoire
La villa est construite à la fin du XVIIe siècle comme un palais « hors de la ville » par le riche marchand et banquier flamand (qui a reçu le titre de marquis de Castelnuovo et a épousé la noble Olimpia Piccolomini, neveu du cardinal Celio) Ferdinando Vandeneynden, ou Ferdinand van den Eynde, fils du riche marchand Jan van den Eynde, sur le versant ouest de la colline de Vomero, dans ce qui est maintenant via Belvedere,.
Le noble flamand, dont le père avait choisi Naples comme résidence et le lieu où établir sa propre entreprise (comme beaucoup d'autres puissants commerçants d'Europe du Nord), a précédemment commandé à un moine chartreux la rénovation de nombreuses résidences patriciennes dans la ville (parmi lesquelles le Palais Zevallos, qui est acquis par son père Jan,,) ; cependant, la villa Belvedere, que Van den Eynde lui ordonne de réaliser à partir de zéro, est peut-être la seule œuvre entièrement réalisée par cet architecte-frère, dont le nom est Bonaventura Presti,.

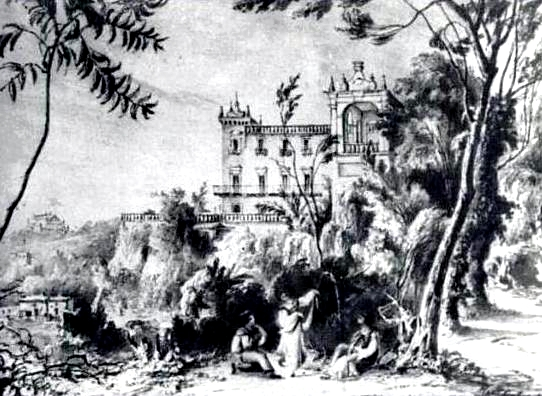
La villa Belvedere dans une ancienne estampe

Le palais Vandeneynden est construit entre 1671 et 1673 selon la conception de Presti. Situé au bout d'une longue avenue bordée d'arbres, avec son entrée sur la via del Vomero (via Belvedere), le bâtiment se développe sur deux niveaux avec un système polygonal avec une cour fermée sur trois côtés, ouvrant sur une loggia à l'ouest, en direction de la colline de Posillipo. L'ensemble du projet repose essentiellement sur la perspective, et il est fortement influencé par le paysage environnant, avec la Baie de Naples au sud et Posillipo à l'ouest,.
Le palais Vandeneynden devient villa Carafa di Belvedere en 1688, lorsqu'Élisabeth, fille du marquis Vandeneynden, qui meurt de tuberculose en 1674, épouse Charles Carafa IV, prince du Belvédère,.
Les Carafas améliorent la villa en ajoutant des loggias donnant sur le panorama du golfe. Le long de l'avenue bordée d'arbres, qui, comme mentionné, constitue l'accès à la villa, des hangars et des écuries sont aménagés, ainsi qu'un élégant puits du XVIIIe siècle en marbre,.

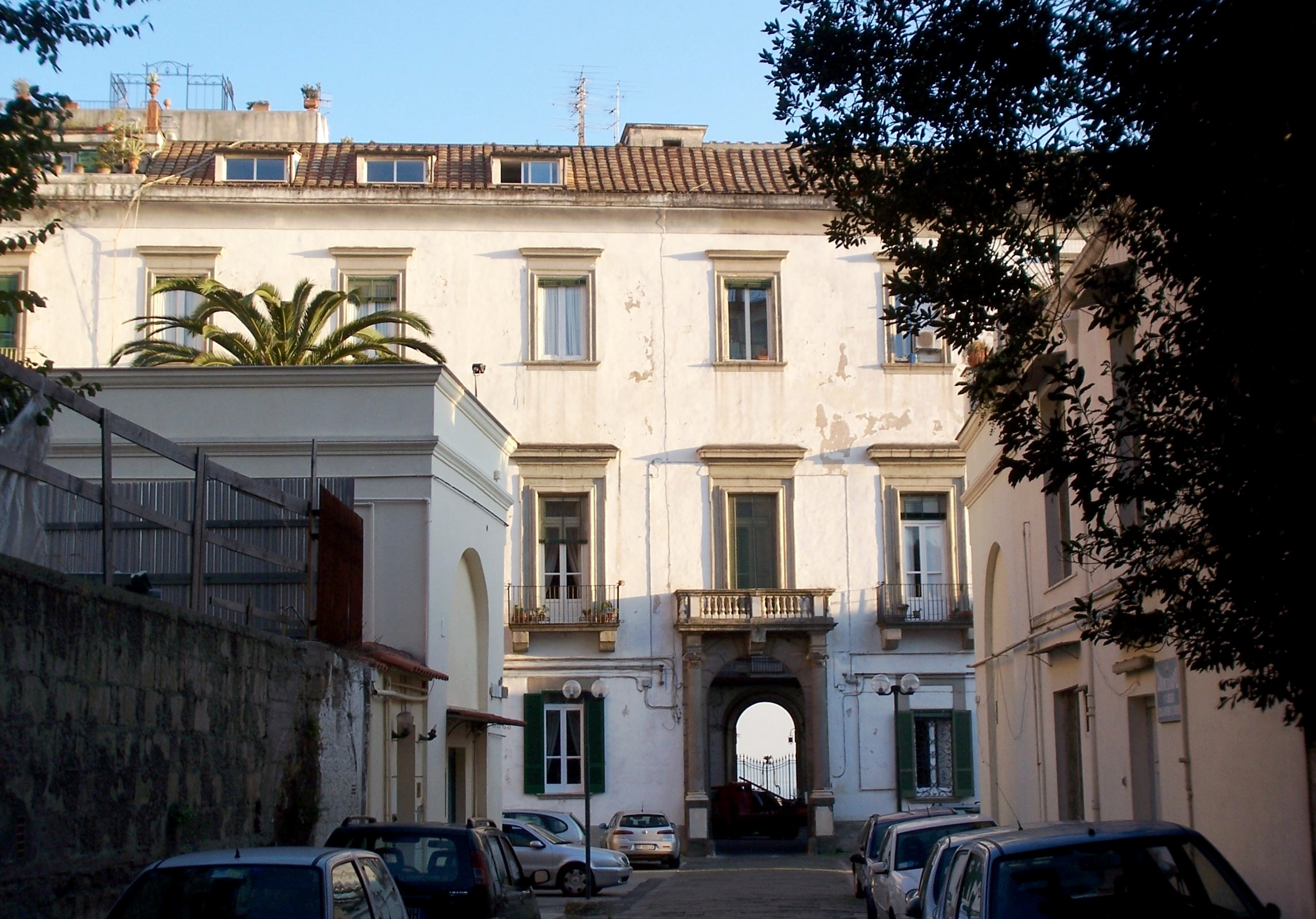
Cour de la villa Belvedere

Le tuf nécessaire pour réaliser ces altérations est prélevé sur une partie de la colline au-delà de la grande terrasse, où est creusée une grotte. Le trou est ensuite utilisé comme cave pour la conservation du vin et de la viande. La grotte est accessible par un escalier bien formé qui existe encore.
La villa Belvedere devient très populaire parmi les classes supérieures napolitaines et les nobles locaux, notamment les Bourbons; pendant les vacances d'été de la reine Marie-Caroline d'Autriche, épouse de Ferdinand, roi des Deux-Siciles, de magnifiques fêtes ont lieu dans la villa, qui attirent des foules immenses. En fait, dans les mois de mai et octobre, la villa est ouverte au public; de sorte que les jeudis et dimanches, il est possible d'assister à des concerts musicaux et, plus tard, même à des joutes et tournois populaires. La popularité de la villa ne diminue pas sous la domination française: le bâtiment est l'une des stations balnéaires préférées de Joachim Murat. À l'intérieur de la villa se trouve une précieuse collection de peintures et de sculptures, qui est assemblée par Ferdinand, qui hérite de la prestigieuse collection de son père, tandis que les voûtes sont encore ornées de fresques d'artistes tels que Luca Giordano,.
La précieuse collection d'art de Ferdinand van den Eynde (qui comprend plusieurs peintures de Luca Giordano) est héritée plus tard par les Carafas et les Colonnas, car ses deux filles, Elisabeth et Giovanna (Joanna), épousent respectivement les héritiers des familles Carafa et Colonna. Entre la première et la seconde moitié du XVIIe siècle, à travers son commerce entre la Flandre et Naples (qui comprend également des œuvres d'art), Van den Eynde, un collectionneur et marchand d'art passionné, favorise la circulation à Naples de nouveaux goûts et courants stylistiques. Dans sa collection, il y a donc aussi plusieurs œuvres d'artistes étrangers notables,,,. En ce qui concerne les peintures de Giordano dans la collection de Van de Eynde incluses dans la dot de ses deux filles, dans La vie des artistes (it), il est rapporté :
Parmi ces œuvres (de Luca Giordano), notées comme dans un catalogue, j'ai appris que celles qui appartenaient à D. Ferdinando Vandeneinden, étaient alors attribuées, avec les autres riches meubles parmi les cadeaux très riches, à deux princes, à savoir celui de Sonnino, dont le nom est D. Giuliano Colonna Romano, et celui de Belvedere, dont le nom est D. Carlo Carafa, notre Napolitain, avec qui le précité D. Ferdinando a épousé ses deux belles, honnêtes et nobles filles.

## Architecture et état de conservation actuel

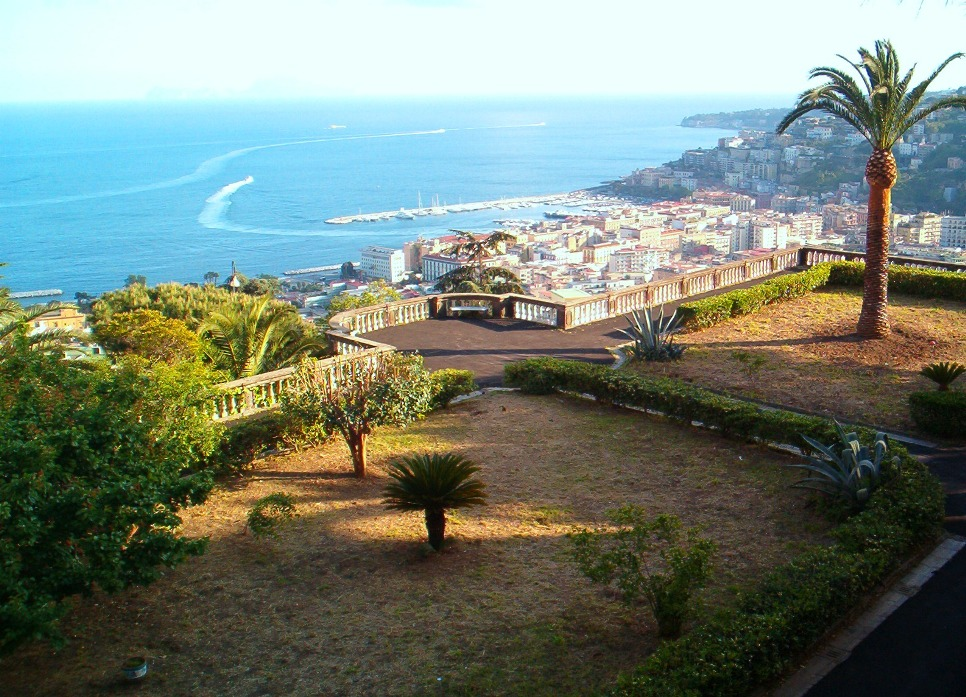
Remblai de la villa Belvedere

L'architecture de la villa, telle qu'elle se présente aujourd'hui, est le résultat d'environ cinq siècles de stratification, avec des travaux et des aménagements qui se sont succédé selon les goûts, tant des architectes que des clients impliqués.
La contemplation de cet édifice permet, encore aujourd'hui, de reconnaître les éléments d'origine, ainsi que les extensions et modifications exécutées au XVIIIe siècle. Ces derniers ont exalté l'idée de son rapport à la nature, qui est un aspect fondamental du projet original, et qui survit aujourd'hui malgré les modifications les plus récentes,.
La villa Belvedere représente un exemple unique de la plus ancienne histoire de son quartier, Vomero. C'est autour de cette structure, en fait, que s'est développé l'ancien Villaggio del Vomero. Au fil des siècles, de nombreux voyageurs se sont fascinés pour la villa, au point de l'immortaliser dans la peinture, les dessins et les croquis. Conçu pour s'ouvrir sur la nature environnante, il est aujourd'hui coincé entre les bâtiments qui l'ont privé de sa verdure. Cependant, la villa fait toujours face au golfe de Naples,.

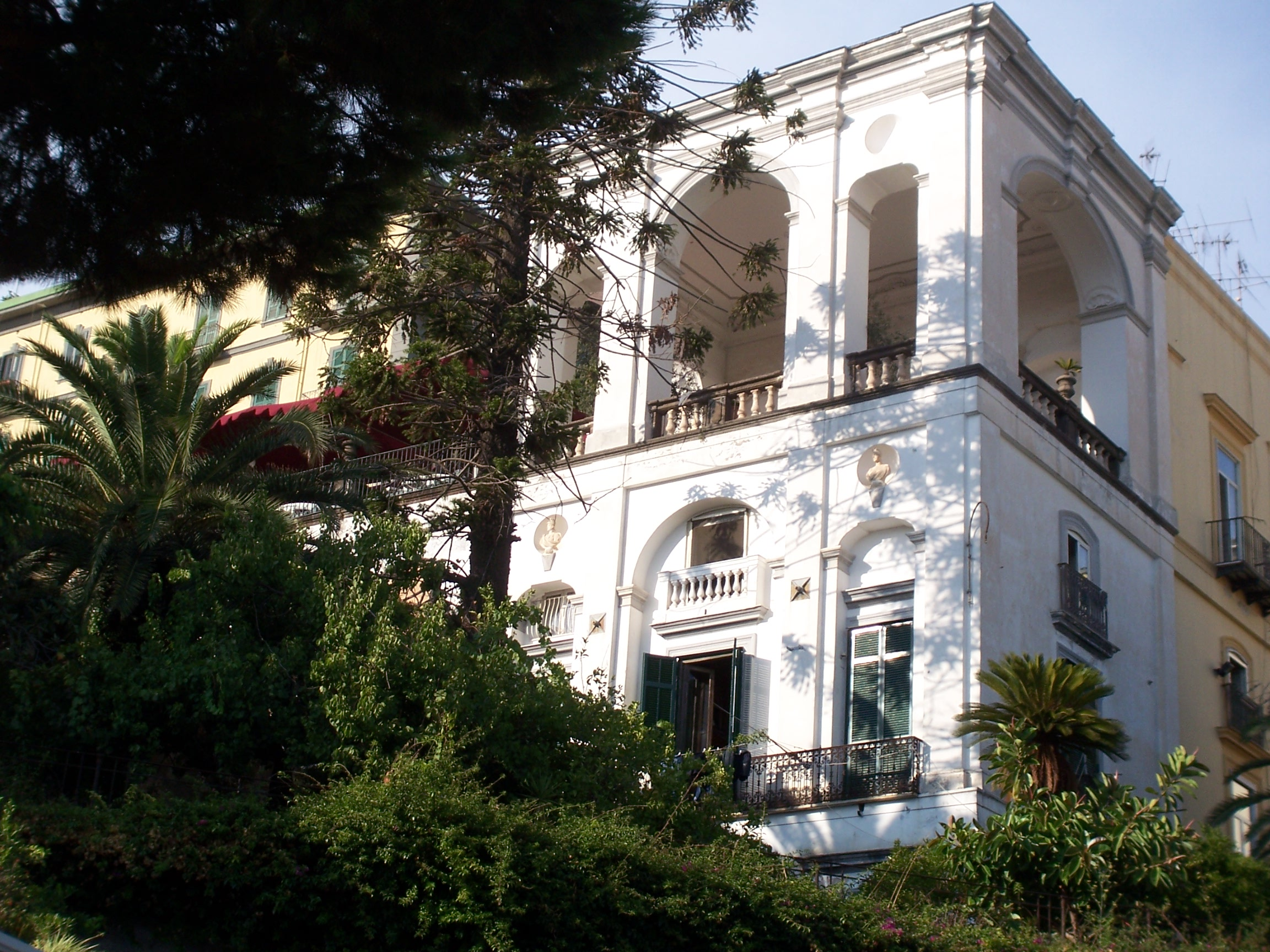
Terrasse de la villa Belvedere

En comparant le plan du duc Carafa de Noja de 1775 avec la vue des premiers architectes de Carafa (vers 1698), il est possible de discerner les transformations qui marquent le passage du palais Vandeneynden à la villa Carafa du Belvédère. Il est possible de discerner la disposition progressive de l'ensemble de la structure, à partir de l'entrée sur la via del Vomero où un exèdre a été construit (juste en face de l'ancien portail en pépérin) pour faciliter l'accès des voitures.
L'avenue préexistante mène à un portique, qui renferme une cour semi-elliptique face à la façade nord du bâtiment. La loggia est reliée à l'étage principal et agit comme un élément de médiation entre l'avenue elle-même et l'accès au bâtiment, sans interrompre l'axe de perspective qui de l'entrée traverse toute la structure ainsi que le jardin en terrasse. Le jardin, bordé d'une balustrade en peperino à colonnes de marbre, est entouré à l'est d'un long portique fermé par des parois de verre, utilisé comme serre. Les pièces du étage noble sont projetées vers le panorama via les grandes terrasses de niveau placées à côté des élévations nord et sud,.

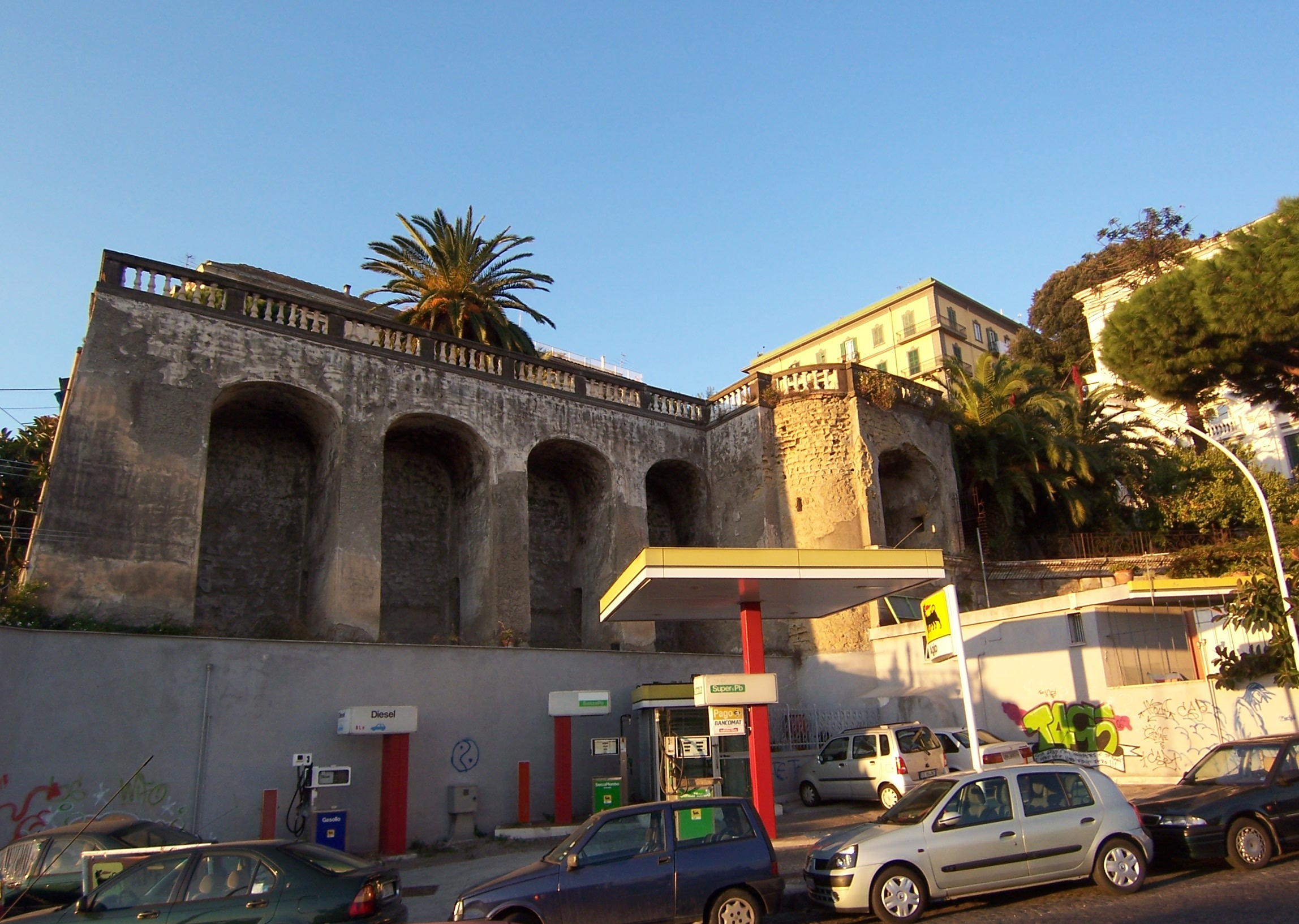
Remblai de la villa Belvedere

De l'importance de la villa Belvedere, nous trouvons de nombreux témoignages également dans le védutisme du XVIIIe siècle de la ville de Naples. En fait, la villa devient alors le symbole de la colline de Vomero, et les peintres et graveurs étrangers la représentent comme un élément caractéristique.
À la fin du XIXe siècle, la mutation commence à impliquer une agrégation progressive dans une petite mesure. Ceux qui sont initialement conçus comme des espaces ouverts mais couverts, de médiation, mais surtout d'adhésion entre la nature et le construit, commencent à se fermer en fonction des nouveaux besoins de logement.
Les espaces disponibles étant désormais saturés, une série d'interventions, dans le but d'offrir des réponses rapides à des besoins spécifiques, commence. Ceux-ci produisent un complexe de bâtiments qui se caractérise par des altérations typiques d'une dégradation architecturale générale,.

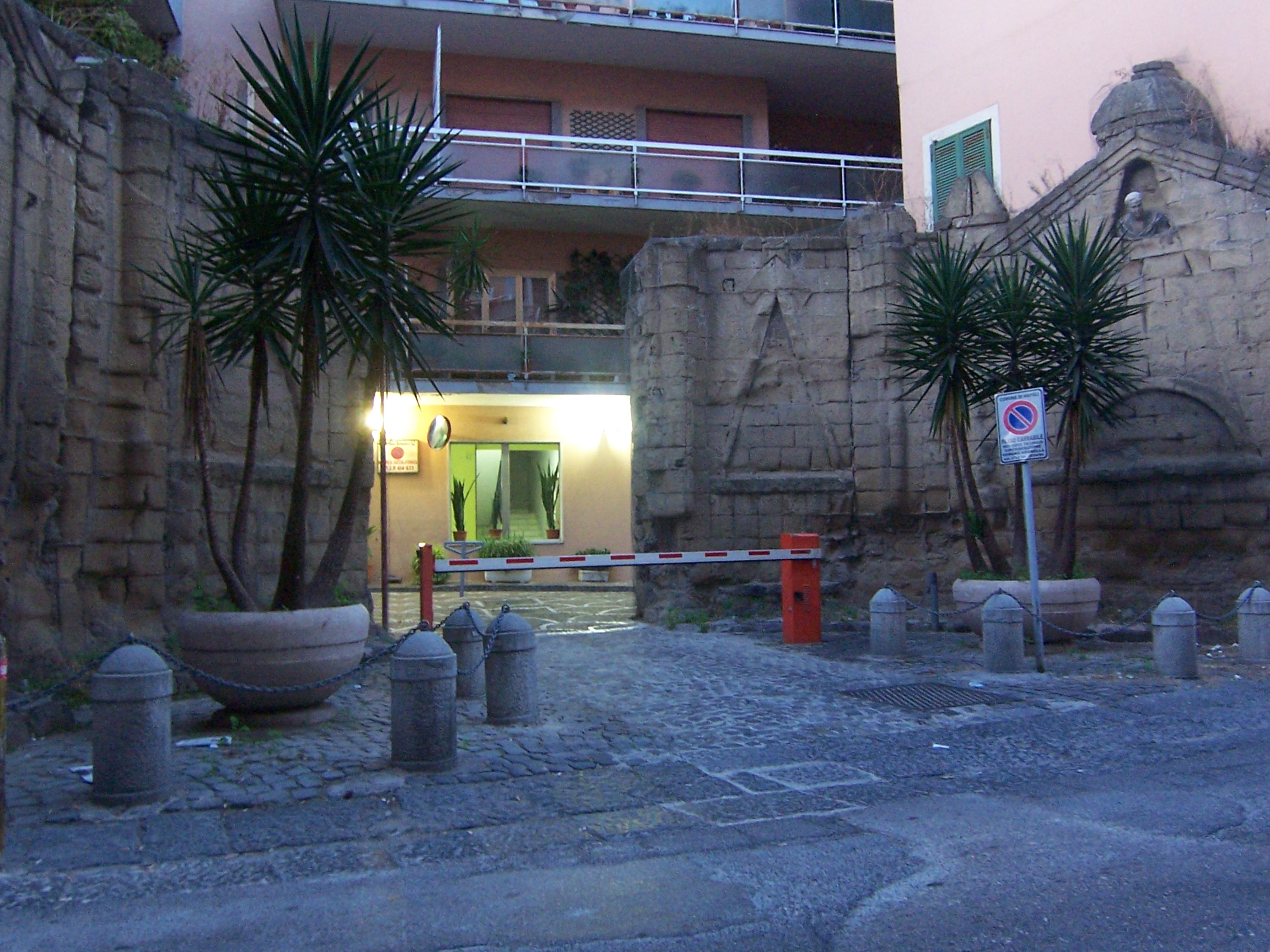
Hémicycle de la villa Belvedere

De plus, au début du XXe siècle, la villa Belvedere, désormais une copropriété, perd son statut de l'un des rares bâtiments de la colline du Vomero.
La construction de nouveaux bâtiments prive la villa de son statut de paradis des délices entouré de verdure, et, au fil des ans, des bâtiments de toutes tailles et de toutes sortes se dressent, évinçant sa verdure, au fur et à mesure que la zone se lotit progressivement. De nouvelles entrées de la villa sont ouvertes le long de la via Aniello Falcone, exploitant les quelques interstices épargnés par l'urbanisation.